# 比洛希爾亞 (赫梅利尼茨基州)
50°0′18″N 26°24′57″E / 50.00500°N 26.41583°E

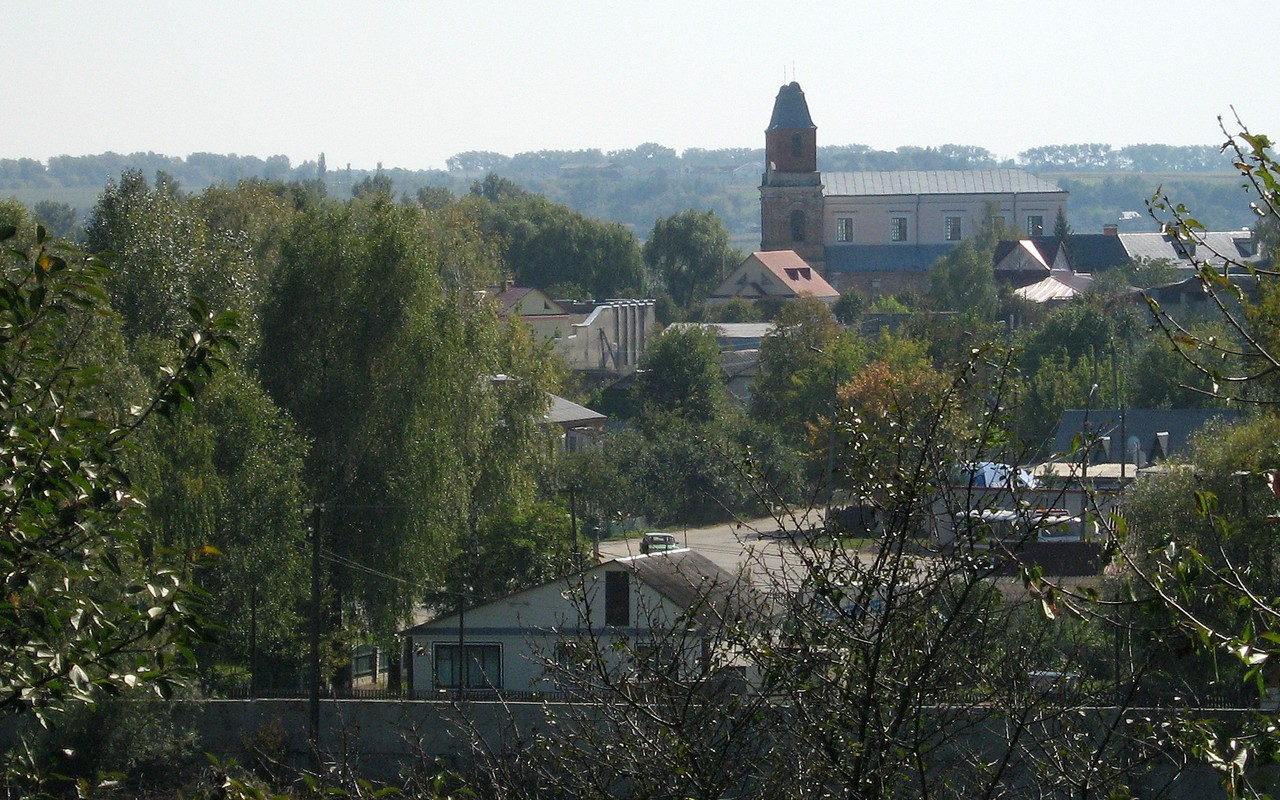
全景图

比洛希爾亞（羅馬化：Bilohiria），又按俄语名译为别洛戈里耶，是位於烏克蘭西部赫梅利尼茨基州舍佩蒂夫卡區比洛希爾亞市鎮的鎮，同時為該市鎮之行政中心，亦曾為比洛希爾亞區於2020年被撤消前的行政中心。該鎮始建於1441年，面積8.6平方公里，海拔高度236米，2024年人口4,977，人口密度每平方公里637.7人。

## 備註
1. ↑  俄語：